# Jeanne de Vietinghoff

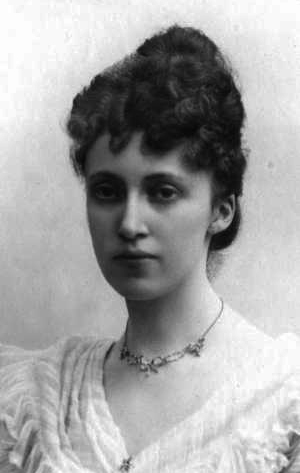
Jeanne de Vietinghoff

Jeanne de Vietinghoff (geboren als: Jeanne Céline Marie Emma Bricou) (Schaarbeek, 31 december 1875 - Pully, 15 juni 1926) was een in het Frans publicerende schrijfster.

## Familie
Jeanne Céline Marie Emma Bricou was de dochter van Alexis Pierre Joseph Bricou (1824 of 1825-1877), koopman van sponsen en zeemlappen in Brussel en daarna in Schaarbeek, en diens derde vrouw Emma Antoinette Isaure Storm de Grave (1841-1933), lid van de Nederlandse familie Storm de Grave. Zij trouwde in 's-Gravenhage in 1902 met Conrad Adelbert Egon baron von Vietinghoff (1870-1957), pianist. Uit dit huwelijk werden twee zonen geboren: Egon (1903-1994), kunstschilder, en Alexis (1904-1942).

## Leven en werk
Ze ging naar school en in pensionaat bij de zusters van het Heilig Hart in Jette (Brussel). Daar ontmoette ze jkvr. Fernande de Cartier de Marchienne (1872-1903) die in 1900 zou trouwen met Michel René Charles Jean Cleenewerck de Crayencour (1853-1929), lid van de familie Cleenewerck de Crayencour wiens zoon in 1925 in de Belgische adel werd verheven. Fernande de Crayencour-de Cartier was de moeder van schrijfster en eerste vrouwelijke Académicienne Marguerite Yourcenar (1903-1987); tien dagen na de geboorte van Yourcenar stierf ze in het kraambed.
Het echtpaar Vietinghoff-Bricou vestigde zich eerst in Parijs (-1907), dan in Wiesbaden (-1913) en vervolgens in Genève (-1916) en Zürich (1916-). Jeanne Bricou kreeg in 1922 de Zwitserse nationaliteit terwijl haar man, die tot de revolutie van 1917 de Russische nationaliteit bezat, stateloos was.
Jeanne von Vietinghoff ontving in haar salon mensen uit artistieke en intellectuele kringen en onderhield bijvoorbeeld vriendschappen met de schrijvers Maurice Maeterlinck en Romain Rolland.
In 1909 verscheen haar eerste boek: Impressions d'âme; er zouden er tijdens haar leven nog vier volgen. Ze stierf in 1926 op 50-jarige leeftijd aan leverkanker. Haar laatste boek verscheen postuum in 1927. Ze schreef in het Frans en verfranste haar naam tot Jeanne de Vietinghoff, de naam waaronder ze dan ook bekend is geworden.

### Banden met De Crayencour en Marguerite Yourcenar
Nadat de moeder van Yourcenar in het kraambed was gestorven nam Jeanne von Vietinghoff deels de rol van moeder op zich voor de kleine Marguerite. Zij zou ook model staan voor personages uit verschillende werken van Yourcenar, zoals Monique uit haar eerste roman Alexis. Maar ook in de autobiografische trilogie komen zij en haar man voor. De vader van Yourcenar, Michel Cleenewerck de Crayencour, lijkt liefde voor haar te hebben opgevat, ook wetend dat haar man, Conrad von Vietinghoff meer op mannen dan op vrouwen viel. Gezien de strikte religieuze opvattingen van Jeanne von Vietinghoff zou deze relatie niet anders dan een vriendschappelijke gebleven zijn.